# Leicester’s Men
The Earl of Leicester’s Men waren eine Theaterkompanie (oder Schauspielertruppe) des Elisabethanischen Theaters. Ihre Blütezeit hatte sie in den 1570er und 1580er Jahren.  In vielen Gesichtspunkten galt sie zu dieser Zeit als die herausragendste Truppe des Elisabethanischen Schauspiels und setzten die Maßstäbe für alle Theaterensembles, die noch folgen würden: Es war die erste Kompanie, die mit einem royalen Patent versehen wurde und die erste, die zuerst ein feststehendes Theater bezog.

## Anfänge
Robert Dudley, 1. Earl of Leicester ließ, laut Aufzeichnungen, eigens beschäftigte Schauspieler frühestens ab 1559 auftreten; sie können durch die 1560er und 1570er Jahre nachgewiesen werden. Als die elisabethanischen Armengesetze mit einem Gesetz von 1572 geändert wurden, veränderte sich die Situation von reisenden Schauspielern: Wer keine Patronage durch einen Adligen besaß, konnte als Vagabund eingestuft und mit einer Reihe von Strafen belegt werden. Hingegen waren jedoch diejenigen, die sich eines solchen Schutzes erfreuten, rechtlich sicherer als zuvor. In einem erhaltenen Brief vom 3. Januar 1572, den James Burbage im Namen der Truppe verfasste, fordert er, dass die Schauspieler nicht mehr als livrierte Hilfskräfte des Earls gesehen, sondern zu Hausdienern ernannt werden sollten; eine Einstufung, die es den Schauspielern erlaubte frei und ohne Einschränkungen nach London ein- und auszureisen. Der Brief enthielt auch den Wunsch nach einer unabhängigen Selbstfinanzierung durch eine eigene kommerzielle Ausrichtung, freilich unter seinem (erforderlichen) Patronat. Ein erfolgreiches Modell, dem andere Truppen folgten. Der Brief war unterschrieben von Burbage, John Perkin, John Laneham, William Johnson, Robert Wilson und Thomas Clarke. Alle bis auf Clarke waren auch im royalen Patent aufgeführt, welches am 10. Mai 1574 ereilt wurde, dem ersten überhaupt, nach der Verabschiedung des Restriktionsgesetzes von Januar 1572. Die Lizenz der Queen autorisierte die Truppe (und danach auch nachfolgende) 
„to use, exercise, and occupy the art and faculty of playing comedies, tragedies, interludes, stage plays and other such like...as well within our city of London and liberties of the same, as also within the liberties and freedoms of any our cities, towns, boroughs etc. whatsoever...throughout our Realm of England.“

„die Kunst und Fähigkeit des Spielens von Komödien, Tragödien, Zwischenspielen, Bühnenstücken und dergleichen zu nutzen, auszuüben und zu beschäftigen, und dies gleichermaßen innerhalb unserer Stadt London und deren Liberties [gesetzlich weniger regulierte Vororte], sowie den Liberties jeder unserer Städte, Gemeinden, Bezirke usw. im gesamten England.“
Diese Lizenz an die Leicester’s Men hatte auch einen anderen entscheidenden Aspekt: es hob frühere Regularien auf, wonach örtliche Behörden Theaterstücke zensieren oder gar verbieten konnten. Mit der Lizenz gingen diese Rechte an die königliche Verwaltung und den Lord Chamberlain und seinem für Theaterfragen zuständigen Sachverwalter, den Master of the Revels über. Wenn die Schauspieler die Freigabe für ihre Stücke erhalten hatten, konnten sie diese beliebig im Lande aufführen ohne die örtliche Zensur zu fürchten. Es waren diese königlichen Genehmigungen, die die Blüte des Elisabethanischen Theaters erst möglich machten.

## Erfolg
Die Leicester’s Men traten 1574 und 1575, jeweils während der Weihnachtszeit, am Hofe auf. Als Diener Leicesters hatte die Truppe in den Jahren 1566, 1572 und 1575 auch eine zentrale Funktion in dessen Unterhaltungsprogramm, das er anlässlich der Besuche der Queen auf seinem Schloss in Kenilworth (Warwickshire) anbot. Insbesondere das letzte Programm ist bemerkenswert, da es recht lange andauerte; vom 9.–27. Juli 1575. Leicester war darauf aus, Elisabeth zu beeindrucken, um sie in einem letzten Versuch davon zu überzeugen, ihn zu heiraten, und scheute dafür keine Kosten. Elisabeth brachte bei ihrem königlichen Besuch ein Gefolge von einunddreißig Baronen und vierhundert Bediensteten mit. Leicester unterhielt die Königin und ein Großteil der umliegenden Gegend mit Umzügen, Feuerwerken, Bärenkämpfen, Mysterienspielen, Jagden, Banketten und ebenjene Theaterdarbietungen (u. a. ein Stück namens The Delivery of the Lady of the Lake). Die Kosten betrugen insgesamt mehr als 1700 Pfund. Die Veranstaltung wurde als großer Erfolg angesehen und war der längste Aufenthalt auf einem vergleichbaren Landgut von allen von Elisabeths königlichen Rundreisen, doch entschied sich die Königin nicht, Leicester zu heiraten.
Da Kenilworth nur knapp 20 Kilometer von Stratford-upon-Avon entfernt lag, ist es durchaus möglich, dass sich ein 11-jähriger William Shakespeare unter den Zuschauern befand; er könnte später seine Eindrücke in „Arion auf dem Rüken des Delphins“  in Was ihr wollt verarbeitet haben.
Als James Burbage und sein Schwager John Brayne 1576 das The Theatre erbauten, das erste öffentliche, kommerziell erfolgreiche, Theater in England, waren die Leicester’s Men die erste Truppe, die dieses Haus ab seiner Eröffnung im Herbst bespielte. Die Jahre von 1576 bis 1583 waren der Höhepunkt ihres Schaffens.

## Niedergang
Als 1583 eine neue Truppe geformt wurde, die Queen Elizabeth’s Men, wurden die Leicester’s Men ihrer prominentesten und talentiertesten Köpfe beraubt: Robert Wilson, John Laneham und Richard Tarlton. William Johnson könnte sich zeitgleich oder später ebenfalls den Queen’s Men angeschlossen haben. Es wird angenommen, dass die Leicester’s Men absichtlich geschwächt wurden, um die Rivalität zwischen Earl Leicester und dem Earl of Oxford zu mindern. Diese fand seinen steten Niederschlag in der Konkurrenzsituation ihrer jeweiligen Theaterkompanien, wenn es um die Gunst ging am Hofe zu spielen. Elisabeth I. und ihre Berater sahen diese Konkurrenz und die Egos der Adligen kritisch, aber es gelang ihr nicht, dem Einhalt zu gebieten. Indem sie nun die besten Spieler der beiden Schauspieltruppen für ihre eigene Truppe auswählte, begegnete sie den ehrgeizigen Ansinnen der Aristokraten. Die Leicester’s Men fanden danach nie wieder zu ihrem zuvorigen Ansehen und den Erfolgen zurück.
Jedoch existierten die Leicester’s Men weiterhin und waren nachweislich 1584 und 1585 auf Tournee. Im letzteren Jahr wurde der Earl of Leicester zum Kommandeur der englischen Truppen in den Niederlanden ernannt (siehe Achtzigjähriger Krieg); sein Durchmarsch durch Utrecht, Leiden und Den Haag wurde von aufwendigen Festzügen begleitet, die zu seinen Ehren durchgeführt wurden. Mindestens ein Mitglied von den Leicester’s Men, William Kempe, begleitete den Earl nach Holland; möglicherweise haben andere es ihm gleich getan. Die Truppe tourte dann noch weiter bis 1588. Im Dezember 1586 trat sie auch am Hofe auf.
Mit dem Tode des Earls 1588 beendeten die Leicester’s Men ihre Existenz. Kempe und einige andere Mitglieder schlossen sich anderen Theaterkompanien an.